# Ніклас Тімфйорд
Ніклас Тімфйорд (швед. Nicklas Timfjord; нар. 18 березня 1977) — колишній шведський тенісист.
Найвищу одиночну позицію світового рейтингу — 261 місце досяг 14 липня 1997, парну — 518 місце — 10 лютого 1997 року.
Здобув 3 одиночні та 4 парні титули.

## ITF Ф'ючерс Титули

### Одиночний розряд: (3)
| Ранг | Дата     | Турнір                      | Покриття       | Суперник      | Рахунок       |
| ---- | -------- | --------------------------- | -------------- | ------------- | ------------- |
| 1.   | Вер 1998 | Осло, Норвегія F1           | Килим          | Ян Германссон | 4–6, 6–3, 7–6 |
| 2.   | Сер 1999 | Пярну, Естонія F1           | Ґрунтовий корт | Радім Житко   | 6–1, 2–6, 6–2 |
| 3.   | Жов 2002 | Джерсі, Велика Британія F10 | Тверде(I)      | Веслі Муді    | 6–3, 7–6      |

### Парний розряд: (4)
| Ранг | Дата     | Турнір                                | Покриття | Партнер          | Суперники                             | Рахунок  |
| ---- | -------- | ------------------------------------- | -------- | ---------------- | ------------------------------------- | -------- |
| 1.   | Сер 1998 | Пярну, Естонія F1                     | Ґрунт    | Генрік Андерссон | Лассі Кетола Янне Ояла                | 6–3, 7–5 |
| 2.   | Жов 1999 | Лідс, Велика Британія F1              | Тверде   | Б'єрн Ренквіст   | Їв Аллегро Олів'є Пасьянс             | 6–4, 7–6 |
| 3.   | Тра 2001 | Ньюкасл-апон-Тайн, Велика Британія F5 | Ґрунт    | Фредрік Лувен    | Стівен Ранджеловік Роберт Самуельссон | 6–3, 6–0 |
| 4.   | Тра 2002 | Есслінген-на-Некарі, Німеччина F2     | Ґрунт    | Калле Флюґт      | Павел Шнобел Томаш Зіб                | 6–4, 6–3 |